# Isotopeneffekt
Isotopeneffekt (auch Isotopieeffekt) bezeichnet die Unterschiede in den chemischen und physikalischen Eigenschaften von Stoffen, die davon herrühren, dass das betreffende Element oder, in einer chemischen Verbindung, eines der Elemente in Form des einen oder des anderen Isotops vorliegt.

## Kinetischer Isotopeneffekt
Isotopeneffekte sind generell sehr klein, da die verschiedenen Isotope eines Elements sehr ähnliche Massen haben. Die markante Ausnahme tritt beim leichtesten Element Wasserstoff auf: Da ein Deuterium doppelt so schwer ist wie ein Protium, haben chemische Bindungen mit Deuteronen eine erheblich tiefer liegende Nullpunktsschwingungsenergie, sie verhalten sich also quasi klassischer. Damit einher geht eine deutlich erhöhte Aktivierungsenergie für Reaktionen, die diese Bindung brechen, mit der Folge, dass solche Reaktionen bei gleicher Temperatur deutlich langsamer verlaufen als bei Bindungen mit H-Atomen: Eine C—H-Bindung bricht bei Raumtemperatur rund siebenmal schneller als eine C—D-Bindung.
Deswegen zeigen viele Naturstoffe je nach ihrer Syntheseroute in der Natur eine charakteristische Isotopenverteilung von Deuterium, die mithilfe der NMR-Spektroskopie einfach nachgewiesen werden kann. Beispielsweise kann an dem Isotopenverhältnis von D zu H im Ethanol nachgewiesen werden, ob der Wein aus Traubenzucker, mithin aus Weintrauben vergoren wurde oder das Ethanol aus unerlaubt zugesetzter Saccharose, also Rübenzucker stammt. Viele begehrte Naturstoffe könnten heute relativ günstig künstlich hergestellt werden. Die naturidentische Isotopenverteilung nachzustellen wäre allerdings chemisch sehr anspruchsvoll und damit teurer als das Naturprodukt.
Auch bei der Untersuchung von chemischen Reaktionsmechanismen findet der kinetische Isotopeneffekt Anwendung. Dazu wird ein Wasserstoffatom, dessen Bindung während der Reaktion gebrochen wird (primärer Isotopeneffekt), oder ein benachbartes (sekundärer Isotopeneffekt), durch Deuterium ersetzt. Aus der durch NMR-Spektroskopie leicht feststellbaren Verteilung der Isotope im Reaktionsprodukt und eventuell auch aus Änderungen der Reaktionsgeschwindigkeit können dann Rückschlüsse auf den Reaktionsmechanismus gezogen werden.

## Dynamischer Isotopeneffekt
Die Masse eines Moleküls beeinflusst auch die dynamischen Eigenschaften, wie die Molekülrotation und translatorische Bewegung (rotatorische Diffusion und translatorische Diffusion) in molekularen Flüssigkeiten. Wie beim kinetischen Isotopeneffekt treten vor allem beim Ersatz von Wasserstoff durch Deuterium merkliche Effekte auf. So ist bei 25 °C der Selbstdiffusionskoeffizient von H2O um 23 % größer als der von D2O.
Ein ähnlicher Effekt tritt auch bei der Rotationsdiffusion des Wassers auf. Wegen des inversen Verhaltens von Diffusion und Viskosität ist dann die Viskosität des Wassers H2O bei 25 °C um 23 % niedriger als die des schweren Wassers D2O. Bei anderen einfachen, molekularen Flüssigkeiten liegt der dynamische Isotopeneffekt auf Viskosität und Selbstdiffusion bei 25 °C, wenn man alle Wasserstoffatome durch Deuterium ersetzt, immerhin noch im Bereich von ca. 10 %. So ist der Effekt im Falle von Methanol bei 14 %, von Dimethylsulfoxid bei 12 %, von Ethanol bei 8 % und von Benzol bei 6 %.

## Spektroskopie
Bei vielen Spektroskopiearten zeigen unterschiedliche Isotope oder isotopenmarkierte Verbindungen leicht abweichende Spektralbanden. Bei schwereren Elementen, deren Isotope sich nur um wenige Massenprozent unterscheiden, verschwinden diese Unterschiede oft völlig in der natürlichen Linienbreite des Spektrums.

## Anwendungen
Schweres Wasser (D2O) kann (mit hohem Aufwand) destillativ gewonnen werden. Es hat einen um 1,42 °C höheren Siedepunkt als leichtes Wasser. In natürlichem Wasser kommt in geringer Konzentration D2O vor, was sich – ebenfalls infolge seines leicht erhöhten Siedepunktes – zunächst beim Destillieren im Sumpf anreichert. Da Wassermoleküle ihre Protonen sehr schnell untereinander austauschen (Autoprotolyse), bildet sich im Sumpf D2O.
Bei der Gewinnung von schwerem Wasser durch Elektrolyse wird der kinetische Isotopeneffekt (s. o.) ausgenutzt, schweres Wasser zersetzt sich langsamer und reichert sich dadurch an. Rentabel kann dieses Verfahren aber nur durch den hohen Marktwert des dabei als Nebenprodukt entstehenden (leichten) Wasserstoffs sein.